# Black Angelika
Black Angelika (u Rumunjskoj, 25. listopada 1987.), rumunjska pornografska glumica. Ima pirsing na pupku i nekoliko tetovaža. 2009. je od strane Hot d'Ora nagrađena tako što je proglašena najboljom europskom starletom. 2010. dobila je nagradu Erotixxx Awarda za najbolju europsku (pornografsku) glumicu. Snimila je 63 filma. Visoka je 163 cm, mjere su joj 91-59-86. Plavih je očiju i smeđe kose.